# ألديرهورن
ألديرهورن (بالإنجليزية: Adlerhorn)‏ هو أحد جبال سلسلة جبال الألب بينيني وجزء من القمة الأم ستراهلورن يقع في كانتون فاليز، سويسرا. يبلغ ارتفاع الجبل حوالي 3988 متر، بينما يبلغ ارتفاع نتوء الجبل 58 متر.